# FC Emmen in het seizoen 2015/16
Het seizoen 2015/2016 is het 31ste jaar in het betaalde voetbal van de Emmer voetbalclub FC Emmen. De club zal uitkomen in de Nederlandse Eerste divisie en deelnemen aan het toernooi om de KNVB beker. Sinds 1 juli 2015 is Marcel Keizer de nieuwe trainer van FC Emmen. Hij neemt de functie over van Joop Gall die na drie jaar hoofdtrainerschap afscheid neemt.

## Selectie

### Technische staf
| Naam            | Functie           |
| --------------- | ----------------- |
| Marcel Keizer   | Hoofdtrainer      |
| René Grummel    | Assistent-trainer |
| Gert Heerkes    | Assistent-trainer |
| Richard Moes    | Keeperstrainer    |
| Berry Lampe     | Fysiotherapeut    |
| Jan Haak        | Verzorger         |
| Harm Hensens    | Elftalleider      |
| Karel Hilbrands | Materiaalman      |

### Keepers
| Naam              | Contract tot | Seizoen bij Emmen | Vorige club     | Debuut voor Emmen |
| ----------------- | ------------ | ----------------- | --------------- | ----------------- |
| Marko Meerits     | 2016         | 2e                | Vitesse         | 8 augustus 2014   |
| Eser Elmali       | Amateur      | 2e                | PEC Zwolle      |                   |
| Dennis Telgenkamp | 2017         | 1e                | Heracles Almelo | 7 augustus 2015   |

### Verdedigers
| Naam                | Contract tot | Seizoen bij Emmen | Vorige club            | Debuut voor Emmen |
| ------------------- | ------------ | ----------------- | ---------------------- | ----------------- |
| Danny Bouws         | Amateur      | 1e                | VV Emmen               | 18 januari 2016   |
| Jordy van Deelen    | 2016         | 1e                | FC Dordrecht           | 22 september 2015 |
| Karel IJzerman      | Amateur      | 1e                | PEC Zwolle             |                   |
| Gaby Jallo          | 2016         | 2e                | Willem II              | 8 augustus 2014   |
| Johan Kulhan        | 2016         | 1e                | SC Telstar             | 7 augustus 2015   |
| Derre Kwee          | 2016         | 1e                | Jong FC Twente         | 7 augustus 2015   |
| Marcel Seip         | 2016         | 2e                | Central Coast Mariners | 8 augustus 2014   |
| Tim Siekman         | 2016         | 6e                | HHC Hardenberg         | 26 oktober 2007   |
| Jens Jurn Streutker | Amateur      | 1e                | SC Heerenveen          | 21 augustus 2015  |

### Middenvelders
| Naam          | Contract tot | Seizoen bij Emmen | Vorige club   | Debuut voor Emmen |
| ------------- | ------------ | ----------------- | ------------- | ----------------- |
| Josip Baric   | Amateur      | 1e                | VV Emmen      | 7 augustus 2015   |
| Bart de Groot | 2016         | 6e                | SC Heerenveen | 13 augustus 2010  |
| Jurjan Mannes | 2016         | 2e                | FC Twente     | 20 september 2013 |
| Sem Nijkamp   | Amateur      | 1e                | Eigen jeugd   |                   |
| Frank Olijve  | 2017         | 3e                | PEC Zwolle    | 17 augustus 2013  |
| Tom Overtoom  | Huur         | 1e                | SBV Excelsior | 29 januari 2016   |
| Sander Rozema | 2016         | 3e                | SC Veendam    | 9 augustus 2013   |

### Aanvallers
| Naam            | Contract tot | Seizoen bij Emmen | Vorige club     | Debuut voor Emmen |
| --------------- | ------------ | ----------------- | --------------- | ----------------- |
| Erixon Danso    | 2016         | 1e                | Al-Safa' SC     | 7 augustus 2015   |
| Boy Deul        | 2016         | 2e                | Antwerp FC      | 8 augustus 2014   |
| Raymond Gyasi   | Huur         | 1e                | AZ Alkmaar      | 14 augustus 2015  |
| Arjen Hagenauw  | 2016         | 2e                | FC Groningen    | 9 februari 2015   |
| Marnix Kolder   | 2016         | 1e                | Go Ahead Eagles | 7 augustus 2015   |
| Justin Mulder   | Amateur      | 1e                | Eigen jeugd     | 25 april 2014     |
| Derian Reinders | Amateur      | 1e                | Eigen jeugd     | 22 april 2016     |
| Rick ten Voorde | 2016         | 2e                | SC Paderborn 07 | 16 januari 2009   |

### Mutaties

#### Inkomend
| Naam                | Komt van        | Transfersom  |
| ------------------- | --------------- | ------------ |
| Josip Baric         | VV Emmen        | Transfervrij |
| Danny Bouws         | VV Emmen        | Transfervrij |
| Erixon Danso        | Al-Safa' SC     | Transfervrij |
| Jordy van Deelen    | FC Dordrecht    | Transfervrij |
| Raymond Gyasi       | AZ Alkmaar      | Huur         |
| Arjen Hagenauw      | FC Groningen    | Transfervrij |
| Marnix Kolder       | Go Ahead Eagles | Transfervrij |
| Johan Kulhan        | SC Telstar      | Transfervrij |
| Justin Mulder       | Eigen jeugd     | n.v.t.       |
| Sem Nijkamp         | Eigen jeugd     | n.v.t.       |
| Karel IJzerman      | PEC Zwolle      | Transfervrij |
| Jens Jurn Streutker | SC Heerenveen   | Transfervrij |
| Derian Reinders     | Eigen jeugd     | n.v.t.       |
| Dennis Telgenkamp   | Heracles Almelo | n.v.t.       |
| Rick ten Voorde     | SC Paderborn    | n.v.t.       |
| Tom Overtoom        | SBV Excelsior   | Huur         |

#### Uitgaand
| Naam                         | Gaat naar           | Transfersom       |
| ---------------------------- | ------------------- | ----------------- |
| Elson do Rosario Almeida     | Excelsior Maassluis | Transfervrij      |
| Said Bakkati                 | Gestopt             | n.v.t.            |
| Alexander Bannink            | BV De Graafschap    | Transfervrij      |
| Aladji Barrie                | BV Cloppenburg      | Transfervrij      |
| Roland Bergkamp              | Sparta Rotterdam    | Transfervrij      |
| Henk Bos                     | FC Groningen        | Einde huurperiode |
| Sander Boekholt              | MVV Alcides         | Transfervrij      |
| Luis Pedro da Silva Ferreira | NAC Breda           | Transfervrij      |
| Jeremy Gall                  | TEVV                | Transfervrij      |
| Arjen Hagenauw               | FC Groningen        | Einde huurperiode |
| Omar Kavak                   | WKE                 | Transfervrij      |
| Danny Menting                | ACV                 | Transfervrij      |
| Cendrino Misidjan            | Ermis Aradippou     | Transfervrij      |
| Soufiane Laghmouchi          | GVVV                | Transfervrij      |
| Cas Peters                   | CD Nacional         | Transfervrij      |
| Leandro Resida               | VVV Venlo           | Transfervrij      |
| Wesley de Ruiter             | Sportlust '46       | Transfervrij      |
| Niek Vossebelt               | FC Den Bosch        | Transfervrij      |

1 Hoekstra ·
2 Soares ·
3 Vos ·
4 Te Wierik  ·
5 Geypens ·
6 Mulder ·
7 Rhein ·
8 Bakir ·
10 Hawkins ·
11 Landu ·
12 Quispel ·
14 Van Manen ·
16 Ten Brinke ·
16 Norder ·
16 Wanki ·
17 Hekkert ·
18 Evina ·
20 Kade ·
21 Nunumete ·
22 Martin ·
23 Hammouti ·
24 Nsona ·
26 Wagner ·
27 Schouten ·
28 Jalving ·
34 Bolk ·
38 Unbehaun ·
46 Eduardo ·
Coach: Arts
· Assistent-coach: Hegeman
· Assistent-coach: Van der Linden
· Keeperstrainer: Sulmann
Achilles '29 ·
Jong Ajax ·
Almere City FC ·
FC Den Bosch ·
FC Dordrecht ·
FC Eindhoven ·
FC Emmen ·
Fortuna Sittard ·
Go Ahead Eagles ·
Helmond Sport ·
MVV Maastricht ·
NAC Breda ·
FC Oss ·
Jong PSV ·
RKC Waalwijk ·
Sparta Rotterdam ·
Telstar ·
VVV-Venlo ·
FC Volendam